# DFB-Pokal der Junioren
Der DFB-Pokal der Junioren (1987–2002 DFB-Jugend-Kicker-Pokal; 2002–2018 DFB-Junioren-Vereinspokal; auch DFB-Vereinspokal der Junioren, DFB-Pokal der A-Junioren, DFB-Vereinspokal der A-Junioren, DFB-Pokal der U19-Junioren, DFB-Vereinspokal der U19-Junioren oder DFB-Juniorenpokal) ist ein Fußball-Pokalwettbewerb für A-Junioren-Mannschaften (U19). Teilnehmer sind die Sieger der A-Junioren-Verbandspokale. Der Wettbewerb wurde erstmals 1987 ausgespielt und hieß bis 2002 DFB-Jugend-Kicker-Pokal. Ursprünglich wurde der Pokal am Saisonende, seit 2002 im Saisonverlauf ausgespielt. Von 2010 bis 2018 fand das Finale im Olympiapark-Amateurstadion statt und seit 2012 zudem am selben Tag wie das DFB-Pokalfinale der Herren, das abends im benachbarten Olympiastadion Berlin ausgetragen wurde. 2019 fand das Finale am Abend vor dem Finale der Herren im Karl-Liebknecht-Stadion in Potsdam statt. Die Siegerehrung wird, wie bisher, im Vorfeld des Anpfiffes des Finales der Herren einen Tag später durchgeführt.

Logo 2002–2018

## Modus
Bis einschließlich der Saison 2016/17 qualifizierten sich nur die 21 Sieger der A-Jugend-Verbandspokale. Ab der Saison 2017/18 kommen noch 11 Mannschaften aus der A-Junioren-Bundesliga hinzu. Die Runden werden ausgelost und im K.-o.-System mit einem Spiel in jeder Runde gespielt. Der Nachwuchs von Amateurteams hat gegen die Junioren von Lizenzvereinen generell Heimrecht. Steht es nach 90 Minuten unentschieden, wird das Spiel verlängert. Sollte es dann immer noch unentschieden stehen, folgt ein Elfmeterschießen.

## Die bisherigen Endspiele
| Saison | Spielort                         | Stadion                          | Sieger                           | Ergebnis                         | Finalist                         |
| ------ | -------------------------------- | -------------------------------- | -------------------------------- | -------------------------------- | -------------------------------- |
| 1987   | Rheydt                           | Grenzlandstadion                 | 1. FC Nürnberg                   | 2:1                              | Borussia Mönchengladbach         |
| 1988   | Fürth                            | Sportplatz am Ronhofer Weg       | 1. FC Nürnberg                   | 1:0                              | Borussia Mönchengladbach         |
| 1989   | Bochum                           | Ruhrstadion                      | VfL Bochum                       | 4:1                              | Karlsruher SC                    |
| 1990   | Stuttgart                        | Waldau-Stadion                   | Stuttgarter Kickers              | 3:0                              | Lüneburger SK                    |
| 1991   | Köln                             | Franz-Kremer-Stadion             | FC Augsburg                      | 3:2                              | 1. FC Köln                       |
| 1992   | Augsburg                         | Rosenaustadion                   | FC Augsburg                      | 1:1 n. V., 6:5 i. E.             | Eintracht Braunschweig           |
| 1993   | Gelsenkirchen                    | Glückauf-Kampfbahn               | 1. FC Nürnberg                   | 2:1                              | FC Schalke 04                    |
| 1994   | Augsburg                         | Rosenaustadion                   | FC Augsburg                      | 2:1                              | 1. FC Köln                       |
| 1995   | Berlin                           | Stadion Britz-Süd                | FC Augsburg                      | 4:2                              | FC Berlin                        |
| 1996   | Heilbronn                        | Frankenstadion                   | VfR Heilbronn                    | 6:1                              | Energie Cottbus                  |
| 1997   | Menden (Sauerland)               | Huckenohlstadion                 | VfB Stuttgart II                 | 3:1                              | FC Schalke 04                    |
| 1998   | Rüsselsheim                      | Stadion am Sommerdamm            | KFC Uerdingen 05                 | 1:1 n. V., 4:3 i. E.             | Eintracht Frankfurt              |
| 1999   | Magdeburg                        | Ernst-Grube-Stadion              | 1. FC Magdeburg                  | 6:1                              | 1. FC Saarbrücken                |
| 2000   | Vaterstetten                     | Sportzentrum Vaterstetten        | TSV 1860 München                 | 2:1                              | Hamburger SV                     |
| 2001   | Rottenburg am Neckar             | Hohenbergstadion                 | VfB Stuttgart                    | 5:1                              | FK Pirmasens                     |
| 2002   | Berlin                           | Stadion An der Alten Försterei   | FC Schalke 04                    | 1:1 n. V., 4:3 i. E.             | VfB Stuttgart                    |
| 2003   | Berlin                           | Stadion An der Alten Försterei   | 1. FC Kaiserslautern             | 4:1 n. V.                        | Bayer 04 Leverkusen              |
| 2004   | Berlin                           | Friedrich-Ludwig-Jahn-Sportpark  | Hertha BSC                       | 5:0                              | SGV Freiberg                     |
| 2005   | Berlin                           | Friedrich-Ludwig-Jahn-Sportpark  | FC Schalke 04                    | 3:1                              | Tennis Borussia Berlin           |
| 2006   | Berlin                           | Friedrich-Ludwig-Jahn-Sportpark  | SC Freiburg                      | 4:1                              | Karlsruher SC                    |
| 2007   | Berlin                           | Friedrich-Ludwig-Jahn-Sportpark  | TSV 1860 München                 | 2:1                              | VfL Wolfsburg                    |
| 2008   | Potsdam                          | Karl-Liebknecht-Stadion          | Bayer 04 Leverkusen              | 3:0                              | Borussia Mönchengladbach         |
| 2009   | Potsdam                          | Karl-Liebknecht-Stadion          | SC Freiburg                      | 2:2 n. V., 6:5 i. E.             | Borussia Dortmund                |
| 2010   | Berlin                           | Olympiapark-Amateurstadion       | TSG 1899 Hoffenheim              | 2:1                              | Hertha BSC                       |
| 2011   | Berlin                           | Olympiapark-Amateurstadion       | SC Freiburg                      | 2:2, 5:3 i. E.                   | Hansa Rostock                    |
| 2012   | Berlin                           | Olympiapark-Amateurstadion       | SC Freiburg                      | 2:1                              | Hertha BSC                       |
| 2013   | Berlin                           | Olympiapark-Amateurstadion       | 1. FC Köln                       | 1:0                              | 1. FC Kaiserslautern             |
| 2014   | Berlin                           | Olympiapark-Amateurstadion       | SC Freiburg                      | 1:1 n. V., 7:6 i. E.             | FC Schalke 04                    |
| 2015   | Berlin                           | Olympiapark-Amateurstadion       | Hertha BSC                       | 1:0                              | Energie Cottbus                  |
| 2016   | Berlin                           | Olympiapark-Amateurstadion       | Hannover 96                      | 4:2                              | Hertha BSC                       |
| 2017   | Berlin                           | Olympiapark-Amateurstadion       | Eintracht Braunschweig           | 3:0                              | FC Carl Zeiss Jena               |
| 2018   | Berlin                           | Olympiapark-Amateurstadion       | SC Freiburg                      | 2:1                              | 1. FC Kaiserslautern             |
| 2019   | Potsdam                          | Karl-Liebknecht-Stadion          | VfB Stuttgart                    | 2:1                              | RB Leipzig                       |
| 2020   | nach Viertelfinale abgebrochen 1 | nach Viertelfinale abgebrochen 1 | nach Viertelfinale abgebrochen 1 | nach Viertelfinale abgebrochen 1 | nach Viertelfinale abgebrochen 1 |
| 2021   | nach 1. Runde abgebrochen 1      | nach 1. Runde abgebrochen 1      | nach 1. Runde abgebrochen 1      | nach 1. Runde abgebrochen 1      | nach 1. Runde abgebrochen 1      |
| 2022   | Potsdam                          | Karl-Liebknecht-Stadion          | VfB Stuttgart                    | 3:1                              | Borussia Dortmund                |
| 2023   | Potsdam                          | Karl-Liebknecht-Stadion          | 1. FC Köln                       | 4:3 n. V.                        | FC Schalke 04                    |
| 2024   | Potsdam                          | Karl-Liebknecht-Stadion          | TSG 1899 Hoffenheim              | 3:2 n. V.                        | SC Freiburg                      |
| 2025   | Potsdam                          | Karl-Liebknecht-Stadion          | Werder Bremen                    | 2:0 n. V.                        | Karlsruher SC                    |

## Die erfolgreichsten Vereine
In der Tabelle werden nur Vereine berücksichtigt, die den Wettbewerb mindestens einmal gewonnen haben.
| Verein                 | Siege | Finalt. | Siegquote |
| ---------------------- | ----- | ------- | --------- |
| SC Freiburg            | 6     | 7       | 85,71 %   |
| VfB Stuttgart          | 4     | 5       | 80 %      |
| FC Augsburg            | 4     | 4       | 100 %     |
| 1. FC Nürnberg         | 3     | 3       | 100 %     |
| FC Schalke 04          | 2     | 6       | 33,33 %   |
| Hertha BSC             | 2     | 5       | 40 %      |
| 1. FC Köln             | 2     | 4       | 50 %      |
| TSV 1860 München       | 2     | 2       | 100 %     |
| TSG 1899 Hoffenheim    | 2     | 2       | 100 %     |
| 1. FC Kaiserslautern   | 1     | 3       | 33,33 %   |
| Eintracht Braunschweig | 1     | 2       | 50 %      |
| Bayer 04 Leverkusen    | 1     | 2       | 50 %      |
| VfL Bochum             | 1     | 1       | 100 %     |
| Hannover 96            | 1     | 1       | 100 %     |
| VfR Heilbronn          | 1     | 1       | 100 %     |
| 1. FC Magdeburg        | 1     | 1       | 100 %     |
| Stuttgarter Kickers    | 1     | 1       | 100 %     |
| KFC Uerdingen 05       | 1     | 1       | 100 %     |
| Werder Bremen          | 1     | 1       | 100 %     |

## Kurioses
1997 holte die 2. A-Jugend-Mannschaft des VfB Stuttgart den Titel und setzte sich im Wettbewerb gegen Mannschaften durch, deren Spieler im Schnitt ein Jahr älter waren. Um so weit zu kommen, musste die Mannschaft erst den Kreispokal gewinnen. Dann gewann man den Württembergischen Pokal gegen die eigene 1. A-Jugend-Mannschaft.